# Grundkonflikt
Der Grundkonflikt in der Psychoanalyse und der Tiefenpsychologie ist ein „zentraler“ infantiler Konflikt in der Lebensentwicklung eines Menschen. Der Begriff wurde von Sigmund Freud gebildet.
Um einen solchen Konflikt zu bewältigen, ist es erforderlich, zwischen zwei Zielen zu entscheiden, die sich gegenseitig ausschließen und zueinander im Widerspruch stehen. Da es sich bei diesen Grundkonflikten immer darum handelt, sich mehr für die eine oder mehr für die andere Seite des Konfliktes zu entscheiden, werden sie auch „Ambivalenz-Konflikte“ genannt. 
Grundkonflikte werden durch die Richtlinienpsychotherapie in Deutschland von aktuellen Konflikten unterschieden. Die Psychoanalyse und analytische Psychotherapie hat den Anspruch, sich mit der Lösung der Grundkonflikte und entsprechender Persönlichkeitsstrukturen zu beschäftigen, während sich die Tiefenpsychologisch fundierte Psychotherapie mehr mit den aktuellen unbewussten Konflikten beschäftigt, die als Abkömmlinge der Grundkonflikte im aktuellen Erleben der Patienten zur Symptombildung und aktuellen Krise beitrugen.

## Beschreibung
Innere Konflikte zwischen widersprüchlichen Bedürfnissen sind etwas ganz normal Menschliches und Alltägliches. So mag es eine Seite geben, die sich Nähe zum Partner wünscht, und eine andere, die abgegrenzt und für sich allein sein möchte, oder eine Seite wünscht sich Freiheit und Unabhängigkeit, während eine andere Seite Geborgenheit und Häuslichkeit sucht, oder eine Seite möchte sich anpassen und unauffällig sein, während eine andere sich auflehnen und wehren will.
Psychodynamische Theorien beschäftigen sich mit Störungen bei der Lösung solcher inneren Konflikte. Belastungen oder Störungen treten auf, wenn der Mensch zur Lösung eines Konfliktes keine angemessene Strategie entwickeln konnte. Unangemessene und rigide Strategien im Umgang mit kindlichen Entwicklungsaufgaben führen zu einer neurotischen Persönlichkeitsstruktur. Dabei ist der ungelöste Grundkonflikt weitgehend durch Abwehrmechanismen kompensiert. Der Patient ist weitgehend symptomfrei oder aber die neurotische Struktur ist so rigide und unangepasst, dass sie selbst zum zwischenmenschlichen Problem wird. In diesem Fall ist das Strukturniveau nicht reif genug entwickelt. Das ist bei Persönlichkeitsstörungen der Fall. Problematisch wird es aber meist erst dann, wenn es zu aktuell belastenden Situationen kommt (Versuchungs- und Versagenssituationen), die zu einem Versagen der bisher mehr oder weniger funktionalen neurotischen Abwehr führen. Die neue Lösung ist bei höher strukturierten Patienten nur mit Symptombildungen möglich oder bei niedrigeren Strukturniveaus mit einem Zusammenbruch der Abwehr und krisenhaftem emotionalen Überschwemmt-werden.
Wenn ein Anteil des Konfliktes unbewusst ist und nicht wahrgenommen werden kann, weil er zum Schutze der noch wenig ausgereiften Persönlichkeit verdrängt werden musste, kann der Konflikt nicht bewusst gelöst werden.
Das bedeutet, wenn ein Mensch in der Kindheit zum Beispiel nicht ausreichend sichere Geborgenheit erfahren hat oder in diesem Grundbedürfnis schwer enttäuscht wurde, kann/muss er den Wunsch danach oder die Angst vor Enttäuschung dieses Wunsches sehr gut verdrängen. Möglicherweise taucht das Bedürfnis nach Geborgenheit oder die Enttäuschungsangst nie wieder in einem bewussten Konflikt auf, doch der Erwachsene leidet später darunter, keine Momente tiefer Sicherheit und Ruhe erleben zu können. Neurotische Konfliktlösungen sind immer mit einer Einschränkung der Möglichkeiten menschlichen Erlebens verbunden. Es besteht die Gefahr, in aktuellen Auslösesituationen zu dekompensieren oder Symptome zu entwickeln.
Seit Freud wurden in der Weiterentwicklung der Psychoanalyse immer wieder neue Konzepte vorgestellt, in denen die Grundkonflikte des Menschen differenziert und spezifiziert wurden. Die Entwicklung neuer Konflikttheorien ist eng verknüpft mit der Erforschung von Grundbedürfnissen und zunehmenden Erkenntnissen aus der Entwicklungspsychologie. Das differenzierteste und heute anerkannteste Modell der unbewussten Konflikte wird in der Operationalisierten Psychodynamischen Diagnostik (OPD) beschrieben.

## Grundkonflikte nach der Operationalisierten Psychodynamischen Diagnostik (OPD)
Die psychodynamische Betrachtungsweise sieht die Grundkonflikte als Bestandteil der menschlichen Entwicklung unter dem Blickwinkel der Konfliktverarbeitung. Dabei unterscheidet die OPD acht unbewusste Konflikttypen, nach denen acht Konflikttypen bestimmt werden können. Um eine Behandlungs-Diagnose zu stellen, wird der Patient gemäß dem Stand seiner Entwicklung und Reifung in die vorgegebenen und umschriebenen/operationalisierten Konflikttypen eingeordnet. Eine eindeutige Zuordnung eines Menschen zu einem einzigen Konflikttypus ist allerdings oft nicht möglich, weil häufig mehrere Grundkonflikte noch unzureichend bewältigt wurden.
1. Abhängigkeit vs. Individuation:
Im einen Extrem würde ein Mensch mit diesem Grundkonflikt eine Abhängigkeit erzeugende Beziehung suchen als „willkommene Abhängigkeit“, im anderen Extrem dagegen eine emotionale Unabhängigkeit aufbauen und die Bindungswünsche unterdrücken.
2. Unterwerfung vs. Kontrolle:
Im einen Extrem nimmt der Mensch die Gegebenheiten hin als Schicksal, dem er sich fügt, dabei sind Erleben und Verhalten geprägt von Gehorsam und Unterwerfung. Im anderen Extrem bestimmen Kontrolle und Auflehnung („Bekämpfen“) das Erleben und Verhalten.
3. Versorgung vs. Autarkie:
Im einen Extrem führen Versorgungs- und Geborgenheitswünsche zu starker Abhängigkeit, und der Mensch wirkt passiv und anklammernd. Im anderen Extrem nimmt der Mensch keine Hilfe an und wehrt die Wünsche nach Hilfe ab, indem er sich als anspruchslos darstellt. In einer altruistischen Konfliktverarbeitung bekommen Andere die Versorgung, nach der er sich selbst unbewusst sehnt.
4. Selbstwert vs. Objektwert:
Es bestehen Selbstwertkonflikte, die im einen Extrem als Minderwertigkeit erlebt werden, während andere aufgewertet oder idealisiert werden. Im anderen Extrem werden kompensatorische Anstrengungen erbracht, die das Selbstbild bis hin zum Größenwahn stützen, während andere abgewertet werden.
5. Über-Ich- und Schuldkonflikte:
Im einen Extrem führt die Schuldübernahme bis zur masochistischen Unterwerfung. Im anderen Extrem sieht der Mensch die Schuld nur beim anderen, wobei ihm jegliche Form eines eigenen Schuldgefühls fehlt.
6. Ödipal-sexuelle Konflikte:
Im einen Extrem nimmt der Mensch seine Erotik und Sexualität nicht wahr, im anderen Extrem bestimmt sie alle Lebensbereiche, ohne dass eine Befriedigung gelingt. Dies meint nicht sexuelle Funktionsstörungen anderer Herkunft.
7. Identitätskonflikte:
Bei sonst hinreichenden Ich-Funktionen übernimmt der Mensch die Geschlechts-, Rollen oder Gruppenidentität anderer oder überspielt die Identitätsambivalenz kompensatorisch.
8. Fehlende Konflikt- und Gefühls-Wahrnehmung:
Bei diesem Grundkonflikt werden Konflikte, Gefühle und Bedürfnisse bei sich und anderen nicht wahrgenommen, oder sie werden durch sachlich-technische oder philosophische Beschreibungen ersetzt.

## Unterschiedliche Modelle der Grundkonflikte
Kurze Übersicht über unterschiedliche aufeinander folgende theoretische Auffassungen zum psychoanalytischen Verständnis intrapsychischer Konfliktlagen:

### Auf Grundlage der Triebtheorie
Sigmund Freud entwickelte seine Triebtheorie in mehreren Phasen (etwa 1905 bis 1914 für die erste Phase) und konstruierte dabei immer ein dualistisches Modell, wobei das neue jeweils das vorige ersetzte:
- Hunger und Liebe (Selbsterhaltung versus Arterhaltung)
- Liebe und Hass (libidinöse versus aggressive Triebe)
- Lebenstrieb und Todestrieb

Der Konflikt beschreibt hier einen körperlichen Spannungszustand, der Unlust bereitet und aufgehoben werden soll; stattdessen soll ein „Lustgefühl“ hervorgerufen werden. Diesem sogenannten Lustprinzip wird das Realitätsprinzip gegenübergestellt, welches aufgrund äußerer Umstände für den Aufschub einer unmittelbaren Befriedigung plädiert oder sich dem Lustprinzip gänzlich entgegenstellt. Nach Freuds Strukturmodell der Psyche wird menschliches Verhalten wesentlich von den unbewussten Konflikten zwischen den triebhaften Impulsen des Es, dem streng bewertenden Über-Ich und dem realitätsorientierten Ich bestimmt.

### Im Rahmen der Objektbeziehungs- bzw. Selbstpsychologie
Stavros Mentzos definiert fünf phasentypische Konflikte der psychischen Entwicklung des Kindes, wobei er die Objekt-Beziehungs-Psychologie (Selbstpsychologie) von Heinz Kohut zugrunde legt:
- Symbiotische Verschmelzung gegen Subjekt-Objekt-Differenzierung (1. Lebensjahr)
- Abhängigkeit gegen Autonomie (2.–3. Lebensjahr)
- Dyadische gegen triadische Beziehung (ödipaler Konflikt) (4.–6. Lebensjahr)
- Sicherheit in der Familie gegen Chancen und Risiken der Peergroup (Pubertät, Latenz, Adoleszenz)
- Infantile (= kindliche) Bindungen gegen Genitalität und Identität (in der Ablösung von den Eltern)

### Beschreibung mittels Motivationssystemen
Lichtenberg unterscheidet fünf verschiedene Motivationssysteme, die miteinander in Konflikt treten können, auf die er aufgrund von Ergebnissen der Säuglingsbeobachtung schließt:
- die biologische Notwendigkeit, physiologische Bedürfnisse zu befriedigen
- ein elementares Bedürfnis nach Bindung, das sich später zu einem Bedürfnis nach Zugehörigkeit erweitert
- das Bedürfnis, Dinge zu erforschen und sich selbst zu behaupten
- das Bedürfnis, auf unangenehme Stimuli aversiv zu reagieren, durch Widerspruch oder Rückzug
- das Bedürfnis nach sinnlichem Vergnügen, Zärtlichkeit und sexueller Erregung